# موسی بنده
موسی بنده (انگلیسی: Moussa Bandeh؛ زادهٔ ۲ اوت ۱۹۹۱) بازیکن فوتبال اهل اسپانیا است.
از باشگاه‌هایی که در آن بازی کرده‌است می‌توان به باشگاه خیمناستیک تاراگونا اشاره کرد.